# Марк Фулвий
Марк Фулвий (на латински: Msrcus Fulvius) е политик на Римската република през началото на 2 век пр.н.е. по време на Втората македонско-римска война (200 -197 пр.н.е.).
Произлиза от плебейската фамилия Фулвии. През 198 пр.н.е. Марк Фулвий е народен трибун заедно с Маний Курий. Според Ливий двамата са против кандидатурата за консул на Тит Квинкций Фламинин, понеже той е само квестор и не е минал останалите служби на cursus honorum, но Сената пренебрегва тяхната опозиция и го избира заедно със Секст Елий Пет Кат.